# Mannschaftskader der Nationale I Féminine 2005/06
Die Liste der Mannschaftskader der Nationale I Féminine 2005/06 enthält alle Spielerinnen, die in der französischen Nationale I  Féminine 2005/06 (Schach) mindestens eine Partie gespielt haben mit ihren Einzelergebnissen.

## Allgemeines
Insgesamt wurden 51 Spielerinnen eingesetzt, wobei fünf Vereine immer die gleichen Spielerinnen aufstellten, während Clichy als einziger Verein insgesamt sechs Spielerinnen einsetzte. Am erfolgreichsten war Marina Roumegous (Évry) mit 7 Punkten aus 7 Partien, einen halben Punkt weniger erreichte ihre Mannschaftskollegin Pia Cramling. Von den Vereinen, die im Halbfinale scheiterten, waren Sophie Milliet (Clichy) mit 5,5 Punkten aus 6 Partien und Stephanie Chauvin (Club de J.E.E.N.) mit 5 Punkten aus 6 Partien am erfolgreichsten, von den Vereinen, die in der Vorrunde scheiterten, Emma Richard (Mulhouse) und Sophie Lam (Créteil) mit jeweils 4 Punkten aus 5 Partien. Außer Roumegous erreichte keine weitere Spielerin 100 %.

## Legende
Die nachstehenden Tabellen enthalten folgende Informationen:
- Nr.: Ranglistennummer
- Titel: FIDE-Titel zu Saisonbeginn (Eloliste vom April 2006); GM = Großmeister, IM = Internationaler Meister, FM = FIDE-Meister, WGM = Großmeister der Frauen, WIM = Internationaler Meister der Frauen, WFM = FIDE-Meister der Frauen, CM = Candidate Master, WCM = Candidate Master der Frauen
- Elo: Elo-Zahl zu Saisonbeginn (Eloliste vom April 2006); bei Spielerinnen ohne Elo-Zahl ist die nationale Wertung eingeklammert angegeben
- Nation: Nationalität gemäß Eloliste vom April 2006; BUL = Bulgarien, FRA = Frankreich, GER = Deutschland, HUN = Ungarn, RUS = Russland, SWE = Schweden
- G: Anzahl Gewinnpartien
- R: Anzahl Remispartien
- V: Anzahl Verlustpartien
- Pkt.: Anzahl der erreichten Punkte
- Partien: Anzahl der gespielten Partien

## Évry Grand Roque
| Nr. | Titel | Name                        | Elo    | Nation | G | R | V | Pkt. | Partien |
| --- | ----- | --------------------------- | ------ | ------ | - | - | - | ---- | ------- |
| 1   | GM    | Pia Cramling                | 2515   | SWE    | 6 | 1 | 0 | 6,5  | 7       |
| 2   | WIM   | Marina Roumegous            | 2167   | FRA    | 7 | 0 | 0 | 7    | 7       |
| 3   |       | Emilie Fortuit              | (1930) | FRA    | 5 | 1 | 1 | 5,5  | 7       |
| 4   |       | Branislava Katic-Stojanovic | (1620) | FRA    | 4 | 0 | 2 | 4    | 6       |
| 5   | IM    | Marie Sebag                 | 2421   | FRA    | 0 | 1 | 0 | 0,5  | 1       |

## Club de Vandœuvre-Echecs
| Nr. | Titel | Name             | Elo    | Nation | G | R | V | Pkt. | Partien |
| --- | ----- | ---------------- | ------ | ------ | - | - | - | ---- | ------- |
| 1   | WIM   | Anna Rudolf      | 2202   | HUN    | 4 | 0 | 1 | 4    | 5       |
| 2   |       | Rebecca Klipper  | 2074   | FRA    | 3 | 1 | 3 | 3,5  | 7       |
| 3   |       | Laure Zoeller    | (1890) | FRA    | 5 | 1 | 1 | 5,5  | 7       |
| 4   |       | Salomé Neuhauser | 1798   | FRA    | 5 | 0 | 2 | 5    | 7       |
| 5   | WIM   | Wera Nebolsina   | 2274   | RUS    | 1 | 0 | 1 | 1    | 2       |

## Club de Clichy-Echecs-92
| Nr. | Titel | Name                | Elo    | Nation | G | R | V | Pkt. | Partien |
| --- | ----- | ------------------- | ------ | ------ | - | - | - | ---- | ------- |
| 1   | WGM   | Sophie Milliet      | 2328   | FRA    | 5 | 1 | 0 | 5,5  | 6       |
| 2   |       | Emilie Marchadour   | 2037   | FRA    | 2 | 2 | 2 | 3    | 6       |
| 3   |       | Sophie Bujisho      | 1944   | FRA    | 3 | 1 | 2 | 3,5  | 6       |
| 4   |       | Monia Voegelin      | (1110) | FRA    | 0 | 0 | 1 | 0    | 1       |
| 5   |       | Graziella Tenor     | (1250) | FRA    | 1 | 1 | 2 | 1,5  | 4       |
| 6   | GM    | Antoaneta Stefanowa | 2502   | BUL    | 0 | 1 | 0 | 0,5  | 1       |

## Club de J.E.E.N.
| Nr. | Titel | Name              | Elo    | Nation | G | R | V | Pkt. | Partien |
| --- | ----- | ----------------- | ------ | ------ | - | - | - | ---- | ------- |
| 1   |       | Mouna Daya        | (2050) | FRA    | 0 | 3 | 3 | 1,5  | 6       |
| 2   |       | Aurelia Gatine    | 2039   | FRA    | 3 | 0 | 3 | 3    | 6       |
| 3   |       | Tania Kefs        | 1866   | FRA    | 3 | 2 | 1 | 4    | 6       |
| 4   |       | Stephanie Chauvin | (1880) | FRA    | 5 | 0 | 1 | 5    | 6       |

## Club de Mulhouse Philidor
| Nr. | Titel | Name          | Elo    | Nation | G | R | V | Pkt. | Partien |
| --- | ----- | ------------- | ------ | ------ | - | - | - | ---- | ------- |
| 1   | WIM   | Anne Muller   | 2169   | FRA    | 3 | 1 | 1 | 3,5  | 5       |
| 2   |       | Emma Richard  | 1920   | FRA    | 3 | 2 | 0 | 4    | 5       |
| 3   |       | Malika Sidibe | 1828   | FRA    | 1 | 0 | 2 | 1    | 3       |
| 4   |       | Marie Weigel  | (1750) | FRA    | 3 | 0 | 1 | 3    | 4       |
| 5   |       | Myriam Weck   | 1773   | FRA    | 1 | 2 | 0 | 2    | 3       |

## Club de Thomas Bourgneuf Créteil
| Nr. | Titel | Name                | Elo    | Nation | G | R | V | Pkt. | Partien |
| --- | ----- | ------------------- | ------ | ------ | - | - | - | ---- | ------- |
| 1   |       | Laurie Delorme      | 2064   | FRA    | 2 | 1 | 2 | 2,5  | 5       |
| 2   |       | Sophie Lam          | 2039   | FRA    | 4 | 0 | 1 | 4    | 5       |
| 3   |       | Cynthia Dourerassou | (1970) | FRA    | 3 | 0 | 2 | 3    | 5       |
| 4   |       | Cecile Pouillart    | (1410) | FRA    | 0 | 0 | 2 | 0    | 2       |
| 5   |       | Elisabeth Prevost   | (1570) | FRA    | 1 | 1 | 1 | 1,5  | 3       |

## Marseille Duchamps
| Nr. | Titel | Name                | Elo  | Nation | G | R | V | Pkt. | Partien |
| --- | ----- | ------------------- | ---- | ------ | - | - | - | ---- | ------- |
| 1   |       | Laura Fernandez     | 1927 | FRA    | 2 | 2 | 1 | 3    | 5       |
| 2   |       | Liza Aggoune        | 1956 | FRA    | 1 | 0 | 4 | 1    | 5       |
| 3   |       | Caroline Gadarinian | 1903 | FRA    | 2 | 1 | 2 | 2,5  | 5       |
| 4   |       | Sarah Bismuth       | 1951 | FRA    | 3 | 0 | 2 | 3    | 5       |

## C.E. de Bois-Colombes
| Nr. | Titel | Name              | Elo    | Nation | G | R | V | Pkt. | Partien |
| --- | ----- | ----------------- | ------ | ------ | - | - | - | ---- | ------- |
| 1   |       | Pauline Guichard  | 2207   | FRA    | 2 | 1 | 2 | 2,5  | 5       |
| 2   | WFM   | Deborah Pass      | 1967   | FRA    | 2 | 2 | 1 | 3    | 5       |
| 3   |       | Charlotte Delisle | 1826   | FRA    | 2 | 1 | 2 | 2,5  | 5       |
| 4   |       | Alexandra Holin   | 1790   | FRA    | 1 | 2 | 0 | 2    | 3       |
| 5   |       | Pascale Ribeiro   | (1490) | FRA    | 0 | 1 | 1 | 0,5  | 2       |

## Club de Bischwiller
| Nr. | Titel | Name            | Elo    | Nation | G | R | V | Pkt. | Partien |
| --- | ----- | --------------- | ------ | ------ | - | - | - | ---- | ------- |
| 1   | WGM   | Roza Lallemand  | 2279   | FRA    | 1 | 1 | 3 | 1,5  | 5       |
| 2   |       | Sylvie Genzling | 1955   | FRA    | 1 | 1 | 3 | 1,5  | 5       |
| 3   |       | Helene Bertrand | (1830) | FRA    | 2 | 1 | 2 | 2,5  | 5       |
| 4   |       | Julie Fischer   | (1620) | FRA    | 1 | 1 | 3 | 1,5  | 5       |

## Club de L’Echiquier Naujacais
| Nr. | Titel | Name                     | Elo    | Nation | G | R | V | Pkt. | Partien |
| --- | ----- | ------------------------ | ------ | ------ | - | - | - | ---- | ------- |
| 1   | WIM   | Friederike Wohlers-Armas | 2117   | FRA    | 1 | 0 | 4 | 1    | 5       |
| 2   |       | Lara-Maria Armas         | 1845   | FRA    | 3 | 0 | 2 | 3    | 5       |
| 3   |       | Lena Armas               | (1610) | FRA    | 2 | 1 | 2 | 2,5  | 5       |
| 4   | WFM   | Eva-Maria Zickelbein     | 2149   | GER    | 1 | 1 | 2 | 1,5  | 4       |

## Club de Orcher la Tour Gonfreville
| Nr. | Titel | Name               | Elo    | Nation | G | R | V | Pkt. | Partien |
| --- | ----- | ------------------ | ------ | ------ | - | - | - | ---- | ------- |
| 1   |       | Justine Ferry      | 1860   | FRA    | 1 | 0 | 4 | 1    | 5       |
| 2   |       | Tennessee le Berre | (1600) | FRA    | 0 | 1 | 4 | 0,5  | 5       |
| 3   |       | Barbara Rodange    | (1610) | FRA    | 0 | 0 | 4 | 0    | 4       |
| 4   |       | Marion Gaffe       | (1550) | FRA    | 0 | 2 | 3 | 1    | 5       |

## Club de La Tour Hyéroise
Anmerkung: Der Club de La Tour Hyéroise ist nicht angetreten.